# Consonante sonora
In linguistica viene definita sonora la consonante il cui suono viene accompagnato dalla vibrazione delle corde vocali. Sono sonore le consonanti [ v, g, b, d, dz, z ] e sorde le consonanti [ f, k, p, t, ts, s ], che invece vengono articolate senza far vibrare le corde vocali.
In alcune lingue la sonorità è un tratto distintivo che permette di distinguere tra loro fonemi con identica articolazione ad eccezione della presenza o assenza della vibrazione delle corde vocali. In altre lingue questa differenza non è distintiva. Una lingua di quest'ultimo tipo era l'etrusco, il che ha avuto delle conseguenze nella trasmissione dell'alfabeto greco in Italia e nella sua adozione da parte dei Romani. La terza lettera dell'alfabeto, gamma, che in greco rappresentava una occlusiva velare sonora [ɡ], venne adottata dagli etruschi come una semplice occlusiva velare non aspirata, e quando i latini appresero dagli etruschi l'alfabeto, inizialmente attribuirono ad essa il valore di occlusiva velare sia sorda sia sonora, e solo in un secondo momento venne marcata una differenza tra la velare sorda (la lettera C, forma assunta dal gamma in etrusco) e quella sonora, per la quale i latini inventarono una nuova lettera, derivata dalla C con un tratto supplementare: G (in molte iscrizioni arcaiche la lettera C ha ancora valore di g, conservato poi solo nell'ortografia arcaizzante di alcuni nomi propri come CAIVS per Gaius).
In italiano la sonorità è distintiva nelle occlusive (si vedano coppie minime come pasta~basta; tante~Dante; callo~gallo) ma non sempre nelle fricative (a fronte di coppie minime come inferno~inverno, si veda la pronuncia toscana [ˈkasa] o lombarda [ˈkaza] della stessa parola casa).